# Goeppertia wiotiana
Goeppertia wiotiana é uma espécie de  planta do gênero Goeppertia e da família Marantaceae. 

## Taxonomia
A espécie foi descrita em 2017 por Mariana Naomi Saka. 
Os seguintes sinônimos já foram catalogados:  
- Calathea wiotiana  Jacob-Makoy ex É.Morren
- Calathea wioti  (E. Morren) Regel
- Calathea wiotii  (E.Morren) Regel
- Goeppertia wiotii  (É.Morren) Borchs. & S.Suárez
- Maranta wiotii  E.Morren

## Forma de vida
É uma espécie terrícola e herbácea. 

## Descrição
Ervas, 0,2-0,4 metros de altura. Lâmina foliar ornamentada, face adaxial verde com máculas elípticas verde-escuras ou marrons nas nervuras secundárias, ou inteiramente verdes; face abaxial
vinácea ou verde-acinzentada. Brácteas verde-amarronzadas, cálice e corola alvos.  

## Conservação
A espécie faz parte da Lista Vermelha das espécies ameaçadas do estado do Espírito Santo, no sudeste do Brasil. A lista foi publicada em 13 de junho de 2005 por intermédio do decreto estadual nº 1.499-R. 

## Distribuição
A espécie é endêmica do Brasil e encontrada nos estados brasileiros de Bahia e Espírito Santo. 
A espécie é encontrada no domínio fitogeográfico de Mata Atlântica, em regiões com vegetação de floresta ombrófila pluvial e restinga.